# Rhadinodonta usambarica
Rhadinodonta usambarica är en stekelart som beskrevs av Heinrich 1968. Rhadinodonta usambarica ingår i släktet Rhadinodonta och familjen brokparasitsteklar. Inga underarter finns listade i Catalogue of Life.